# Festuca ampla
La hierba de los carneros (Festuca ampla) es una especie de planta herbácea perteneciente a la familia de las poáceas. Es  nativa del sur de Europa y Norte de África. 

## Descripción
Es una planta cespitosa, con innovaciones intravaginales. Tiene tallos de hasta 100 cm de altura, estriados, glabros. Hojas con vaina de márgenes libres, estriada; lígula de 0,1-0,5 mm, truncada, a menudo lacerada, a veces ciliolada; limbo de hasta 40 cm de longitud y 0,3-0,7 mm de anchura, glabro, escábrido o hírtulo, en las innovaciones siempre plegado en toda su longitud y en las hojas caulinares plegado y setáceo o aplanado. Panícula de 8-27 cm, piramidal u ovada, laxa, con eje escábrido y ramas erecto-patentes o patentes en la antesis, escábridas. Espiguillas de 6-14 mm, elípticas, oblongo-elípticas u oblongo-obovadas, con 3-8 flores; artejos de la raquilla de 1-1,5 mm, antrorso-eseábridos. Glumas desiguales; la inferior de 2-4 mm, estrechamente lanceolada; la superior de 3,5-7 mm, lanceolada, con margen escarioso estrecho. Lema de 4,5-7 mm, lanceolada, con nervios apenas marcados, gradualmente atenuada en punta aguda, mucronada o con una arista de hasta 2 mm. Pálea ligeramente más corta que la lema. Anteras de 2,3-4 mm. Ovario glabro. Florece de abril a junio.

## Distribución y hábitat
Se distribuye por la península ibérica y Norte de África.

## Taxonomía
Festuca ampla fue descrita por  Eduard Hackel y publicado en Catalogue Raisonné des Graminées de Portugal 26. 1880.
Citología
Número de cromosomas de Festuca ampla (Fam. Gramineae) y táxones infraespecíficos: 2n=28
Etimología
Festuca: nombre genérico que deriva del latín y significa tallo o brizna de paja, también el nombre de una mala hierba entre la cebada.
ampla: epíteto latino que significa "grande".
Variedad aceptada
- Festuca ampla subsp. transtagana (Hack.) Franco & Rocha Afonso

Sinonimia
- Festuca ampla var. dolosa St.-Yves
- Festuca ampla var. effusa St.-Yves
- Festuca ampla subsp. simplex (Pérez Lara) Devesa
- Festuca duriuscula var. effusa Hack.
- Festuca scaberrima var. simplex Pérez Lara[7][8]